# Tiangong 1
Tiangong 1 (chinesisch 天宮一號 / 天宫一号, Pinyin Tiāngōng Yīhào – „Himmelspalast 1“) war die erste Weltraumstation der Volksrepublik China. Sie wurde im Rahmen des gleichnamigen Programms von der Chinesischen Akademie für Weltraumtechnologie entwickelt und als Raumlabor im bemannten Raumfahrtprogramm Chinas genutzt. Sie diente zur Erforschung von Kopplungsmanövern und Langzeitaufenthalten von Raumfahrern. Der Start an Bord einer Trägerrakete Langer Marsch 2F/T erfolgte am 29. September 2011. Beim Wiedereintritt in die Erdatmosphäre in der Nacht vom 1. auf den 2. April 2018 verglühte ein Teil der Raumstation, der Rest stürzte ins Meer.

## Entwicklung
Bereits Ende der 1960er Jahre gab es in der Volksrepublik China Pläne zur bemannten Raumfahrt. Das sogenannte „Shuguang-Raumschiff“ war jedoch in seiner von Mao Zedong am 14. Juli 1970 genehmigten Form technisch nicht machbar. Auch nach dem Ende der Kulturrevolution machte die wirtschaftliche Situation Chinas ein bemanntes Raumfahrtprogramm politisch nicht durchsetzbar. Nichtsdestotrotz wurden vom Forschungsinstitut für Raumfahrtmedizin und -technik, der Vorgängereinrichtung des Chinesischen Raumfahrer-Ausbildungszentrums, weiterhin Tierversuche durchgeführt, darunter im Oktober 1990 ein achttäger Orbitalflug zweier Mäuse in einem Rückkehrsatelliten vom Typ FSW-1. Am 21. September 1992 wurde schließlich das nach dem Datum „Projekt 921“ genannte, dreistufige Programm verabschiedet. Nachdem in der ersten Projektphase das Shenzhou-Raumschiff erfolgreich eingeführt und in den ersten sieben Missionen annähernd zur Serienreife gebracht wurde, sah die zweite Projektphase den Start und Betrieb eines Raumlabors vor. Die Durchführung von erfolgreichen Rendezvous- und Kopplungsmanövern war Voraussetzung für solch ein Projekt im All.
Daher hatte man nach kontroversen Diskussionen das Shenzhou-Raumschiff von vornherein mit drei Modulen konstruiert, wobei am vorderen Ende des Orbitalmoduls ein Koppeladapter angebracht war. Während die USA und die Sowjetunion bei ihren ersten Koppelungsversuchen mit ganzen Raumschiffen gearbeitet hatten, die innerhalb von zwei Tagen hintereinander starten mussten, war in China geplant, nach dem Ende eines Raumflugs das Orbitalmodul, das dank eigener Solarmodule ein halbes Jahr autonom operieren konnte, abzukoppeln und in der Umlaufbahn zu belassen. Dann könnte man mit genügend Vorbereitungszeit ein zweites Raumschiff starten und mit dem alten Orbitalmodul als Zielobjekt das Koppelsystem testen. Da das Koppeladapter androgyn war, also unabhängig von der Rolle als Zielflugkörper oder ankoppelndes Raumschiff funktionierte, konnte das Experiment nach Abkoppeln des zweiten Orbitalmoduls mit einem dritten Raumschiff wiederholt werden, dann mit einem vierten, so lange bis das System gründlich erprobt war.
Im Verlauf des Entwicklungsprozesses wuchs jedoch die Zuversicht, dass man das Koppelsystem gleich beim ersten Versuch erfolgreich einsetzen könnte. Man verwendete nun unmittelbar das Raumlabor als Andockpunkt, die ersten Tests mit dem unbemannten Raumschiff Shenzhou 8 im November 2011 verliefen alle erfolgreich. Das Raumlabor verfügte über eigene Solarmodule für die Versorgung mit elektrischer Energie und einen begrenzten druckbeaufschlagten Wohn- und Arbeitsbereich für Raumfahrer als Voraussetzung für die Erforschung von Langzeitaufenthalten im All. Damit sollten die erforderlichen Erfahrungen für den Bau und Betrieb einer modularen Raumstation gesammelt werden (die dritte Phase des Projekts 921). Auf Tiangong 1 folgte im Jahr 2016 Tiangong 2.

## Aufbau

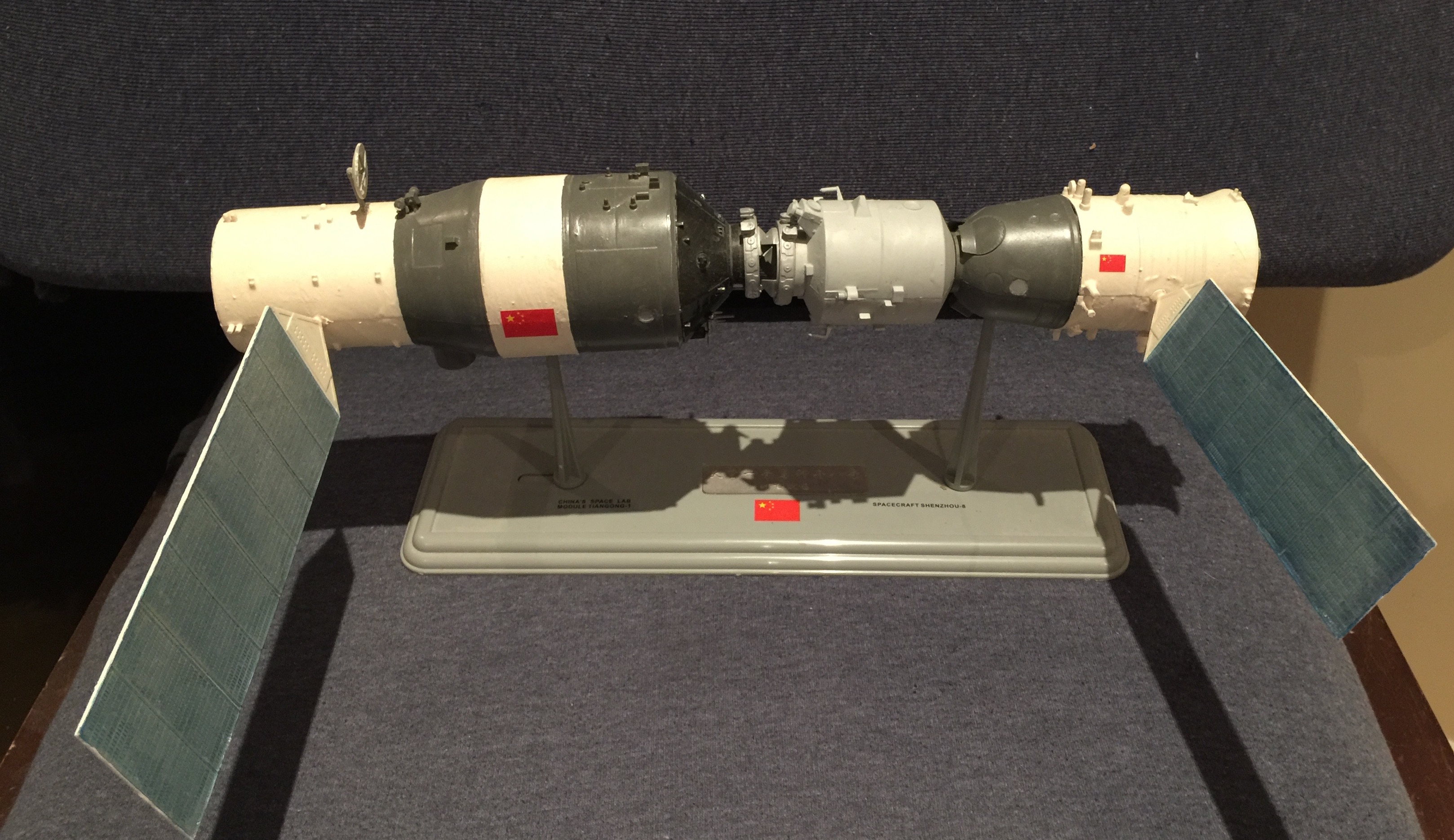
Ein Modell des Raumlabors (links) mit angedocktem Shenzhou-Raumschiff (rechts)

Das insgesamt 10,4 m lange Raumlabor war in zwei wesentliche Komponenten gegliedert: das Mannschaftsmodul mit einem Außendurchmesser von 3,35 m am Bug und das Servicemodul mit geringerem Durchmesser am Heck. Das Mannschaftsmodul verfügte über ein androgynes Kopplungsaggregat für Shenzhou-Raumschiffe und bot den besuchenden Mannschaften einen klimatisierten und mit Lebenserhaltungssystemen ausgerüsteten Wohn- und Arbeitsbereich von 15 m³ Rauminhalt (mehr als doppelt so viel wie in einem Shenzhou-Raumschiff). Am nicht begehbaren Servicemodul befanden sich zwei Solarflügel mit 17 m Gesamtspannweite zur Energieversorgung. Außerdem waren dort Treibstofftanks und die Triebwerke zur Lageregelung untergebracht. Tiangong 1 war für eine Nutzungsdauer von zunächst zwei Jahren vorgesehen.
Daher kam hier eine neuartige Außenverkleidung zum Schutz vor Mikrometeoriten zum Einsatz.
Tiangong 1 war nicht für längere Aufenthalte von Besatzungen gedacht, sondern diente der Technologieerprobung für die geplante Raumstation. Zum einen sollte das Koppelsystem getestet werden – anders als das Nachfolgemodell Tiangong 2 wurde Tiangong 1 seinerzeit nicht als „Raumlabor“, sondern als „Zielflugkörper“ (目标飞行器) bezeichnet – zum anderen sollte die Lageregelung eines zusammen mit einem angekoppelten Shenzhou-Raumschiff 16,3 t schweren Komplexes erprobt werden.
Zu diesem Zweck wurden vom Forschungsinstitut 502 der Chinesischen Akademie für Weltraumtechnologie ein Momentenkreisel mit einem Drehimpuls von 200 Nms entwickelt, von dem sechs Exemplare im Raumlabor eingebaut wurden. Damit war es möglich, den Komplex ohne Treibstoffverbrauch in alle drei Richtungen zu drehen.
Außerdem wurde bei Tiangong 1 die Stromübertragung über das Koppeladapter erprobt. Ohne dass die Raumfahrer bei Außenbordeinsätzen Kabelverbindungen hätten legen müssen, versorgte das Raumlabor das angekoppelte Raumschiff mit 500 W elektrischer Leistung und ermöglichte so zum Beispiel das Erwärmen von Mahlzeiten in der dortigen Bordküche (bis dahin hatten die chinesischen Raumfahrer bei Missionen primär kalte Nahrung zu sich genommen).
Das Raumlabor besaß auch eine eigene Toilette sowie zwei mit einem Vorhang abgetrennte Schlafkabinen; das dritte Besatzungsmitglied musste im Arbeitsbereich schlafen.

## Nutzung
Der Start von Tiangong 1 erfolgte am 29. September 2011 um 13:16 Uhr UTC vom Kosmodrom Jiuquan mit einer Changzheng-2F/T-Rakete, einer weiterentwickelten Version der Changzheng 2F mit größeren Tanks in den Boostern, was die maximale Nutzlast von 8,1 t auf 8,6 t erhöhte. Nach einer unbemannten Flugphase zur Erprobung der Flug- und Steuereigenschaften diente das Raumlabor im November 2011 als Andockziel für das unbemannte Raumschiff Shenzhou 8. Nach der erfolgreichen Kopplung wurden zunächst Tests der Flugeigenschaften des unbemannten Komplexes vorgenommen und ferngesteuerte Manöver durchgeführt. Dies kam fünf Monate, nachdem der Kongress der Vereinigten Staaten am 15. April 2011 auf Initiative des republikanischen Abgeordneten Frank Wolf einen Haushaltszusatz verabschiedet hatte, das sogenannte Wolf Amendment, das China von einer Teilnahme an US-amerikanischen Raumfahrtaktivitäten wie der ISS ausschloss.

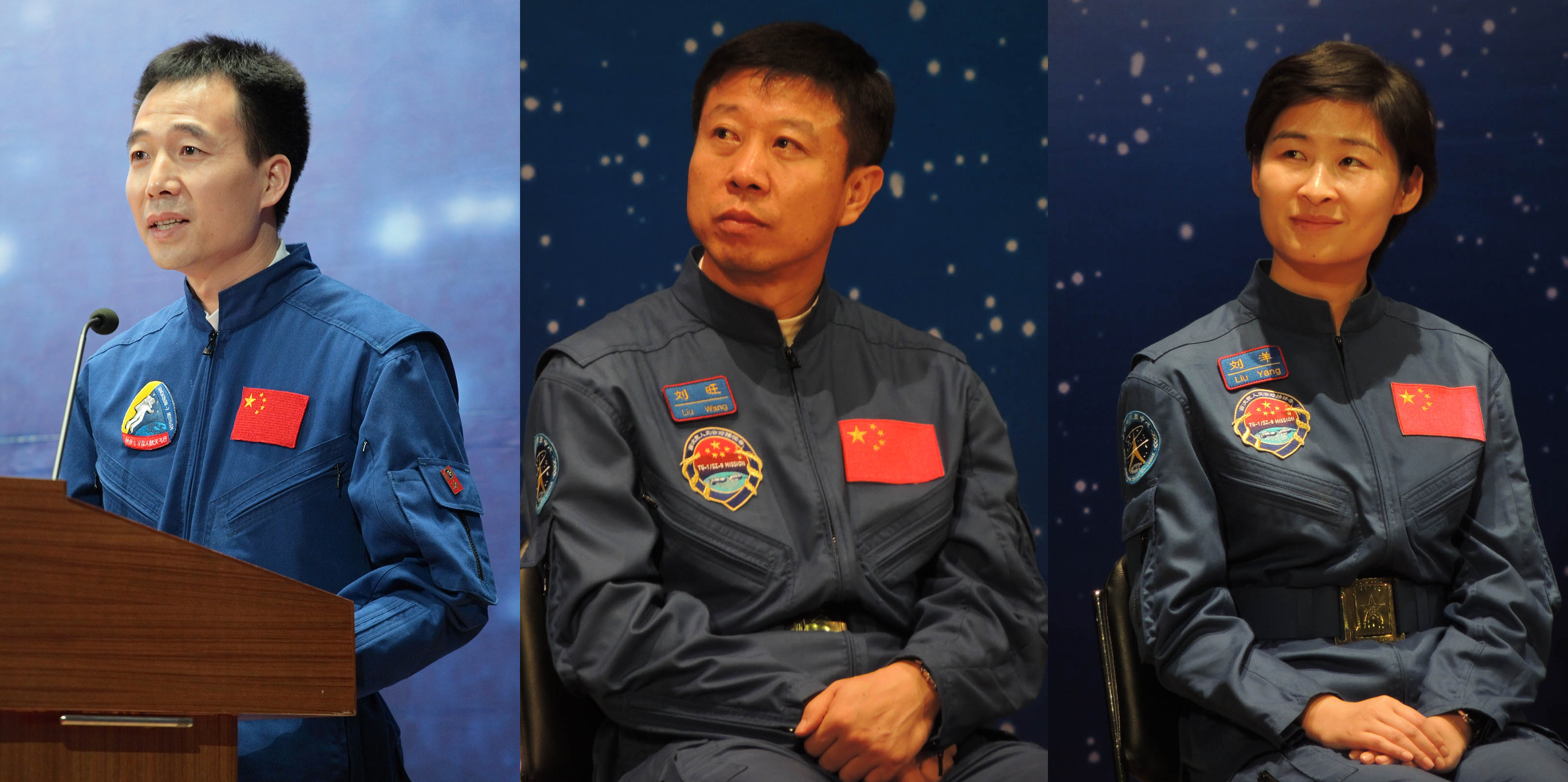
Besatzung von Shenzhou 9 mit Liu Yang, der ersten Chinesin im All (2011)

Am 16. Juni 2012 startete das bemannte Raumschiff Shenzhou 9. Zwei Tage später koppelte das Raumschiff an Tiangong 1 an. Die Besatzung wechselte in das Raumlabor und nahm es in Betrieb. Ziel der Mission waren überwiegend Systemerprobungen. Dazu zählten vor allem das Lebenserhaltungssystem, Kommunikationstechnik über die (damals zwei) geostationären Tianlian-Relaissatelliten, die Momentenkreisel zur Lageregelung, Navigations-, Rendezvous- und Kopplungstechnik sowie das Verhalten des gekoppelten Systems. Daneben standen Forschungsarbeiten in der Schwerelosigkeit sowie Erdbeobachtungen auf dem Plan.
Nach dem Abdocken der Besatzung von Shenzhou 9 am 24. Juni 2012 wurden einige begonnene Experimente und Aufgaben automatisiert weitergeführt. Während der Mission Shenzhou 10 war Tiangong 1 vom 11. bis 23. Juni 2013 ein zweites Mal bemannt.
Nach den bemannten Phasen wurde die Raumstation noch bis zum März 2016 zur Erdbeobachtung und zur Forschung eingesetzt. Der Start des Nachfolgers Tiangong 2 erfolgte am 15. September 2016.

## Sichtbarkeit
Das Raumlabor Tiangong 1 konnte von der Erde aus aufgrund seiner Größe auch mit bloßem Auge gesehen werden und erreichte eine scheinbare Helligkeit von bis zu −2,7 mag. Wegen der  Bahnneigung von 43° zum Äquator erschien Tiangong 1 für Beobachter in Deutschland (47° – 55° nördliche Breite) in einer geringen Höhe über dem Horizont.

## Missionsliste
Dies ist die Liste der Missionen im Zusammenhang mit dem Raumlabor Tiangong 1. Das Raumlabor selbst ist braun hinterlegt, das unbemannte Raumschiff ist blau hinterlegt, bemannte Raumschiffe sind grün hinterlegt. Alle Starts erfolgten vom Kosmodrom Jiuquan.
|   | Raumflugkörper COSPAR-ID | Aufgabe / Nutzlast | Träger             | Start (UTC)              | Kopplung (UTC)          | Abkopplung (UTC)        | Dauer der Kopplung (ddd:hh:mm) | Landung/Deorbit (UTC)   |
| - | ------------------------ | ------------------ | ------------------ | ------------------------ | ----------------------- | ----------------------- | ------------------------------ | ----------------------- |
| 1 | Tiangong 1 2011-053A     | Raumlabor          | Langer Marsch 2F/T | 29. September 2011 13:16 | –                       | –                       | –                              | 2. April 2018 00:16     |
| 2 | Shenzhou 8 2011-063A     | Koppeltests        | Langer Marsch 2F/G | 31. Oktober 2011 21:58   | 3. November 2011 17:36  | 14. November 2011 12:00 | 10:18:24                       | 17. November 2011 11:32 |
| 2 | Shenzhou 8 2011-063A     | Koppeltests        | Langer Marsch 2F/G | 31. Oktober 2011 21:58   | 14. November 2011 14:37 | 16. November 2011 10:30 | 1:19:53                        | 17. November 2011 11:32 |
| 3 | Shenzhou 9 2012-032A     | Systemerprobung    | Langer Marsch 2F/G | 16. Juni 2012 10:37      | 18. Juni 2012 06:07     | 24. Juni 2012 03:12     | 5:21:05                        | 29. Juni 2012 02:02     |
| 3 | Shenzhou 9 2012-032A     | Systemerprobung    | Langer Marsch 2F/G | 16. Juni 2012 10:37      | 24. Juni 2012 04:48     | 28. Juni 2012 01:22     | 3:20:34                        | 29. Juni 2012 02:02     |
| 4 | Shenzhou 10 2013-029A    | Experimente        | Langer Marsch 2F/G | 11. Juni 2013 09:38      | 13. Juni 2013 05:11     | 23. Juni 2013 00:26     | 9:19:15                        | 26. Juni 2013 00:07     |
| 4 | Shenzhou 10 2013-029A    | Experimente        | Langer Marsch 2F/G | 11. Juni 2013 09:38      | 23. Juni 2013 02:07     | 24. Juni 2013 23:05     | 1:20:58                        | 26. Juni 2013 00:07     |

## Absturz

Entwicklung der Flughöhe vor dem Absturz

Das Büro für bemannte Raumfahrt meldete am 21. März 2016, dass es die Geräte an Bord von Tiangong 1 abgeschaltet hätte, sich dessen Flugbahn im Laufe der folgenden Monate absenken und das Raumlabor am Ende in der Erdatmosphäre verglühen würde.
Eine Betankung des Raumlabors für gezielte Bahnsenkungsmanöver, wie später bei Tiangong 2, war von vornherein nicht vorgesehen.
Durch Luftreibung verringerte sich die Bahnhöhe von Tiangong 1 zunehmend, bis sie in dichtere Atmosphäre eintrat. Der Zeitpunkt des Wiedereintritts und damit der genaue Ort des Absturzes hing von der sich ändernden Dichte der Hochatmosphäre und der Ausrichtung der Raumstation ab und ließ sich bis zuletzt nicht genau voraussagen.
Am 2. April 2018 um 00:16 Uhr UTC trat Tiangong 1 über dem Südpazifik in die Erdatmosphäre ein und zerbrach in mehrere Teile. Nicht verglühte Teile stürzten nach Angaben der US-Luftwaffe etwa 100 Kilometer nordwestlich von Tahiti ins Meer.
Das Fraunhofer-Institut für Hochfrequenzphysik und Radartechnik FHR in Wachtberg bei Bonn, das während der Endphase das deutsche Weltraumlagezentrum und die ESA mit aktuellen Bahnparametern und Daten zum Rotationsverhalten des Raumlabors unterstützte, konnte einige Stunden vor dem Absturz mit dem Weltraumbeobachtungsradar TIRA letzte hochauflösende Radarbilder von Tiangong 1 in einer Höhe von 160 km aufnehmen.